# Léopold Standaert
Léopold Standaert est un skipper belge.

## Carrière
À Anvers aux Jeux olympiques d'été de 1920, Léopold Standaert est médaillé de bronze en classe 8 mètres sur le Antwerpia V avec Albert Grisar, Willy de l'Arbre, Georges Hellebuyck et Léon Huybrechts.